# Irina Malguina
Pour les articles homonymes, voir Malguina.
Irina Anatolievna Malguina (en russe : Ири́на Анато́льевна Ма́льгина), née Dyachkova (Дьячкова) le 8 juin 1973 à Mourmansk, est une biathlète russe, championne du monde de relais mixte en 2006.

## Biographie
Née à Mormansk, elle est déménage ensuite à Khanty-Mansiïsk, où elle entraîne désormais les jeunes biathlètes.
Malguina fait ses débuts mondiaux lors de la saison 2001-2002, prenant part à la Coupe du monde, où elle obtient notamment une cinquième à Antholz et un podium en relais à Lahti et aux Championnats d'Europe, où elle remporte quatre médailles, dont 2 titres en sprint et poursuite.
En 2006, elle remporte le titre mondial de relais mixte à Pokljuka avec Sergueï Tchepikov, Nikolay Kruglov et Anna Bogali-Titovets, contribuant à ce succès avec un tir propre. En fin d'année, elle gagne son unique course en Coupe du monde à Östersund sur l'individuel. Avec le 33e rang au classement général, elle met un terme à sa carrière sportive.

## Palmarès

### Championnats du monde
| Mondiaux \ Épreuve      | Individuel               | Sprint                   | Poursuite                | Départ en masse          | Relais                   | Relais mixte                     |
| 2002 Oslo               | JO Salt Lake City        | JO Salt Lake City        | JO Salt Lake City        | 28e                      | JO Salt Lake City        | Épreuve inexistante à cette date |
| 2006 Pokljuka           | Jeux olympiques de Turin | Jeux olympiques de Turin | Jeux olympiques de Turin | Jeux olympiques de Turin | Jeux olympiques de Turin | Médaille d'or, monde             |
| 2007 Antholz-Anterselva | -                        | 39e                      | 43e                      | -                        | -                        | 9e                               |

Légende :

 : épreuve inexistante

- : n'a pas participé à l'épreuve

### Coupe du monde
- Meilleur classement général : 26e en 2002.
- 1 podium individuel : 1 victoire.
- 4 podiums en relais dont 3 victoires.

#### Détail des victoires individuelles
| Saison / Épreuve | Individuel | Sprint | Poursuite | Mass start | Total |
| 2006-2007        | Östersund  | -      | -         | -          | 1     |
| Total            | 1          | 0      | 0         | 0          | 1     |

#### Classements en Coupe du monde
| Saison    | Classement général final | Individuel | Sprint | Poursuite | Mass start |
| 2001-2002 | 26e                      | 29e        | 32e    | 18e       | 34e        |
| 2002-2003 | 66e                      | nc         | nc     | 53e       |            |
|           |                          |            |        |           |            |
| 2004-2005 | 50e                      | nc         | 58e    | 38e       |            |
| 2005-2006 | 47e                      | nc         | 47e    | 39e       |            |
| 2006-2007 | 33e                      | 17e        | 35e    | 63e       | 27e        |

### Championnats d'Europe
- Médaille d'or du sprint et de la poursuite en 2002.
- Médaille d'or du relais en 1999, 2003, 2004 et 2005.
- Médaille d'argent du relais en 1998.
- Médaille d'argent de l'individuel et du relais en 2002.
- Médaille d'argent de la poursuite en 2005.
- Médaille de bronze de l'individuel en 1998.
- Médaille de bronze du sprint en 2004.
- Médaille de bronze de la poursuite en 2006.

### Universiades
- Zakopane 2001 :
  - Médaille d'or en sprint, poursuite et relais.